# Trpimir Macan
Trpimir Macan (Dubrovnik, 20. kolovoza 1935.), hrvatski je povjesničar i leksikograf. 

## Životopis
Trpimir Macan rođen je u Dubrovniku 1935. godine. Potomak je roda čije ishodište pokoljenjima svoje korijene održava i razvija na Dubcu, tj. prilazu staroj gradskoj jezgri. U Dubrovniku je završio pučku i srednju školu. U Zagrebu je 1953. godine upisao studij povijesti. Godine 1955. osuđen je na jednogodišnju kaznu strogoga zatvora zbog javnoga slavljenja božićnih blagdana. Nakon odsluženja zatvorske kazne Macan nastavlja studij i u Sarajevu je 1959. godine diplomirao s radom Dubrovački barabanti u XVI. stoljeću. Radio je u Metkoviću odakle se preselio u Zagreb. Od 1965. godine radi u Leksikografskome zavodu u Zagrebu kao urednik povijesne struke u više enciklopedijskih i leksikonskih izdanja. Povijest je doktorirao 1971. godine na Sveučilištu u Zagrebu obranivši disertaciju Život i Rad Miha Klaića. U svome znanstvenome radu proučava povijest Dubrovnika i njegova kraja, neretvanskoga područja te djelovanje hrvatskih političara 19. i 20. stoljeća. Njegovo djelo Povijest hrvatskog naroda iz 1971. godine bilo je uništeno, ↓1 1972. godine, u represijama nakon sloma hrvatskoga proljeća, a 1992. i 1999. godine izašli su 2. i 3. izdanje te knjige. Od 1990. godine glavni je urednik Hrvatskoga biografskog leksikona te zbornika Biobibliographica od 2003. godine. U mirovinu je otišao 2006. godine i tom prigodom tematski broj Kola, časopisa Matice hrvatske, posvećen je njemu u čast.
Dobitnik je godišnje Nagrade grada Metkovića "Narona" u području znanosti za 2012. godinu

## Urednik i prireditelj
Uredio je i priredio, Povijest Hrvata od svršetka XIX stoljeća Vjekoslava Klaića (1972.) i Pregled povijesti hrvatskog naroda Ferde Šišića (1975.), Moj životopis Tiasa Mortigjije, Tomislav Macan. Pisma Vlahu i ine.

## Djela
- Povijest hrvatskog naroda, Školska knjiga, Zagreb, 1971., (2. novo dop. i proš. izd. Matica hrvatska, Zagreb, 1992.; 3. izd. Školska knjiga, Zagreb, 1999.; 4. izmijenjeno i dopunjeno izd. Školska knjiga, Zagreb, 2013. Suautor Željko Holjevac;[7])
- Iz povijesti Donjega Poneretavlja, Matica hrvatska, Zagreb, 1972., (2. izd. Klek, Zagreb, 1990.)
- Miho Klaić, Matica hrvatska, Zagreb, 1980.
- Susreti s hrvatskom Kliom: povijesne rasprave i članci, HKD sv. Jeronima (sv. Ćirila i Metoda), Zagreb, 1991.
- A short history of Croatia, Most, Zagreb, 1992., (njem. izd. 1992., Kroatische Geschichte: im Ueberblick, dan. izd. 1993. Kort Kroatisk Historie), (suautori Josip Šentija i Ivo Banac)
- Hrvatska i svijet u XVIII. i XIX. stoljeću, Školska knjiga, Zagreb, 1993., (2. izd. 1994., 3. izd. 1995., 4. izd. 1996.), (suautor Franko Mirošević)[8]
- Povijesni prijepori, Matica hrvatska ogranak Dubrovnik, Dubrovnik, 1992.
- Hrvatska povijest: pregled, Matica hrvatska, Zagreb, 1995., (2. proš. izd. 2004.)[9] (češ. izd. Dějiny Chorvatů, ISE-Institut pro středoevropskou kulturu a politiku, Prag, 2000., prijevod Jeronym Březina)
- Rat i dokolica: dubrovački članci, Matica hrvatska, Split, 1995.
- Spremnost 1942-1945, Matica hrvatska, Zagreb, 1998.
- Rt Oštra u povijesti i politici, Matica hrvatska, Zagreb, 1998.
- Posljednja opsada Dubrovnika, Matica hrvatska ogranak Dubrovnik, Dubrovnik, 2001.[10]
- Oskoruše, Mentor, Zagreb, 2005. (zbirka literarno-poetskih zapisa)
- Hrvatskom prošlosti. Pogledi i osvrti, HKD sv. Jeronima, Zagreb, 2011.[11]